# Theater am Goetheplatz
Das Theater am Goetheplatz (umgangssprachlich auch Goethetheater genannt) ist die größte Spielstätte des Theaters Bremen. Es steht nach Norden ausgerichtet direkt am Goetheplatz am westlichen Ausgang des Ostertorsteinwegs und am östlichen Ende der Wallanlagen. Das Bauwerk steht seit 2005 unter Denkmalschutz.

## Entwicklung
Das Theater wurde erstmals am 15. August 1913 mit einer Aufführung von Oscar Wildes Eine Frau ohne Bedeutung als Schauspielhaus eröffnet. Nach den Zerstörungen im Zweiten Weltkrieg erfolgte ein Wiederaufbau, und am 27. August 1950 konnte das 1111 Zuschauer fassende Theater am Ostertor, wie man es zunächst taufte, seinen Betrieb aufnehmen. Zu der Feier erschienen unter anderem der Bürgermeister Theodor Spitta, der Kunst- und Wissenschaftssenator Christian Paulmann sowie der Dichter Rudolf Alexander Schröder. Als erste Darbietung inszenierte Willi Hanke Johann Wolfgang von Goethes Egmont.

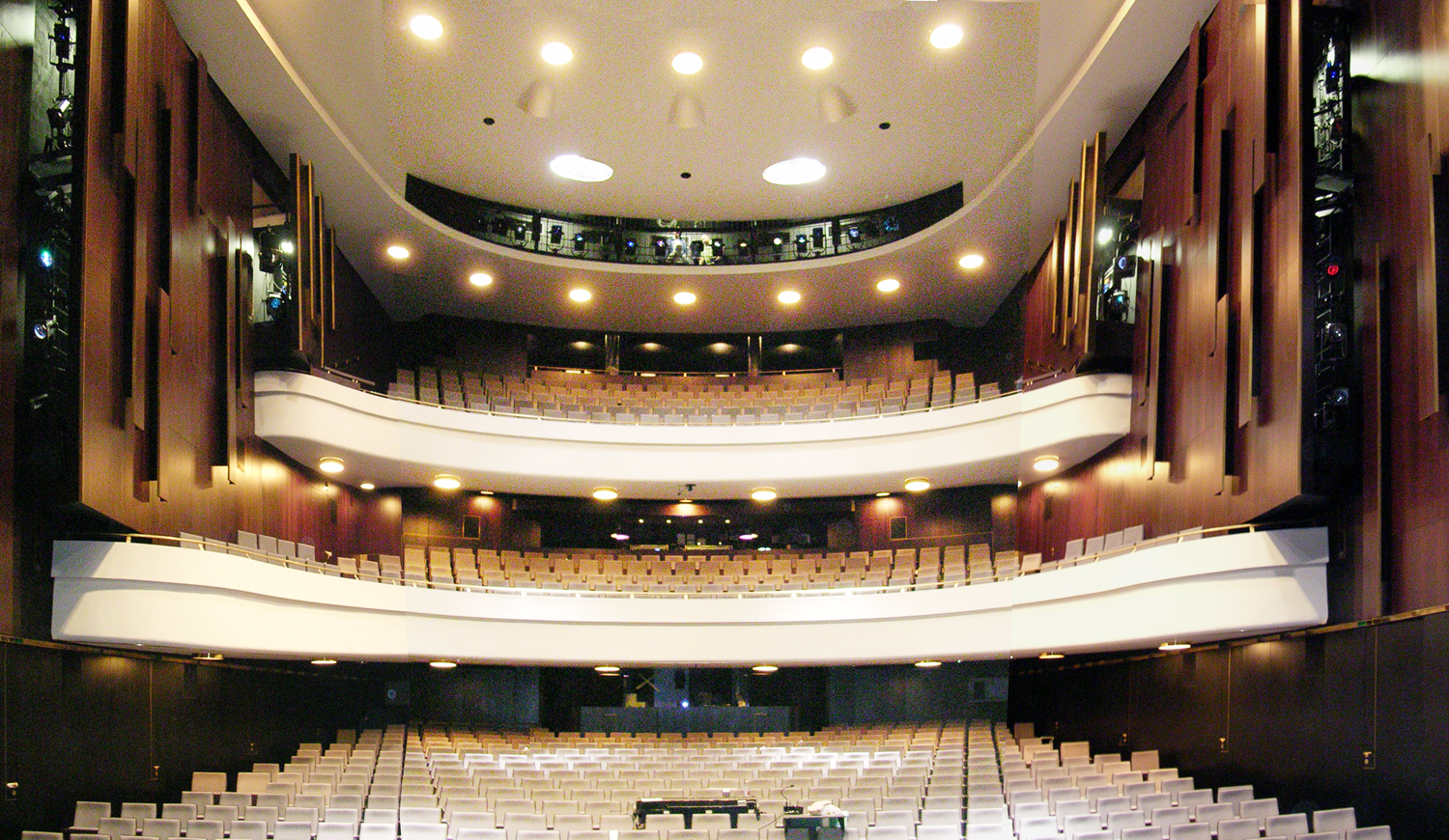
Der Zuschauerraum des Theaters am Goetheplatz im Jahre 2008

Nach dem Bau des Neuen Schauspielhauses wurde ein Zugang hinter dem östlichen Verwaltungsbau geschaffen, später wurde auch die Theaterkasse hierher verlegt. Das Theater am Goetheplatz bietet heutzutage bis zu 868 Zuschauern Platz. Als Hauptspielstätte der Oper Bremen hat es über 794 reguläre Sitzplätze (466 im Parkett, 124 auf dem ersten Rang, 180 auf dem zweiten Rang und 24 auf den Seitenrängen). Die Kapazität kann durch Einbeziehung der dem Parkett vorgelagerten 74 Orchesterplätze auf 868 erhöht werden. Neben Musiktheater werden auf der Bühne auch Schauspielstücke, darunter alljährlich das traditionelle Weihnachtsmärchen, sowie vereinzelt Tanztheaterproduktionen inszeniert. 

## Baugeschichte
Das Gebäude wurde zwischen 1912 und 1913 nach Plänen der Architekten August Abbehusen und Otto Blendermann erbaut. Es ersetzte das Theater am Neustadtswall, wo heute das Modernes steht. Bereits unmittelbar nach Kriegsende 1945 gab es erste Überlegungen bezüglich eines Wiederaufbaus des Theaters. Da das Staatstheater in den Wallanlagen durch die Luftangriffe vollständig zerstört worden war, vom Schauspielhaus jedoch noch die Grundmauern sowie die Säulenfassade erhalten waren, entschied man sich zur Reaktivierung des letzteren. Die Bauverwaltung der Stadt beauftragte mit der Entwurfsdurchführung den aus Bremen stammenden Architekten und Baurat a. D. Hans Storm sowie den Architekten Werner Commichau. Diese konzipierten in Zusammenarbeit mit dem Berliner Theaterarchitekten Walther Unruh die Pläne für ein Volltheater. Verantwortlich für die Innenraumgestaltung war H. Warkus. 
Die Entwürfe für das neue Haus wurden am 24. Juni 1948 von der Bremischen Bürgerschaft genehmigt, welche die finanziellen Mittel zum Wiederaufbau zur Verfügung stellte. In den darauf folgenden Monaten wuchs der Neubau kontinuierlich. Als Bauleiter zeichneten während dieser Zeit Wilhelm Maß und als Akustiker Rudolf Kraege verantwortlich. In weiten Teilen glich das neue Haus architektonisch betrachtet seinem Vorgänger. Die äußerlich augenscheinlichsten Änderungen waren der Wegfall des Giebelreliefs sowie die Konstruktion eines Flachdaches, über dem der Giebel nun aufragte, und eine Vereinfachung der Säulenkapitelle. Durch diese Maßnahmen wirkt der Bau strenger. Man installierte eine Drehbühne und setzte die gesamte Bühne weiter zurück – aus Gründen der besseren Einbindung des Musiktheaters, um mehr Platz für den Orchestergraben zu schaffen und um die Zuschauerkapazität zu erhöhen.

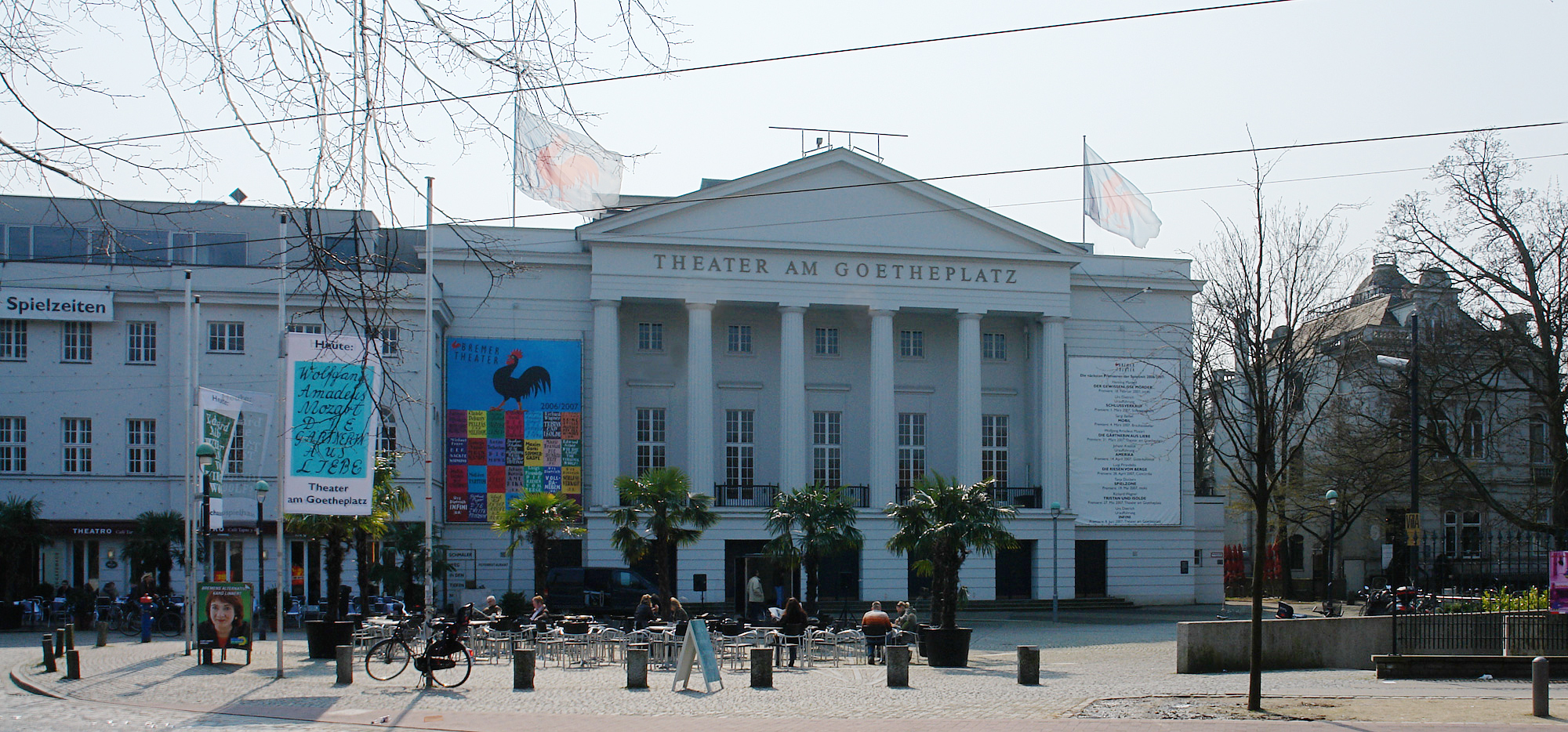
Das Theater am Goetheplatz, links (östlich) der Verwaltungstrakt

Man hatte beschlossen, zwei aufeinander folgende, zeitlich versetzte Baustufen auszuführen. Die erste war mit der Konstruktion des Gebäudes abgeschlossen und beinhaltete den Ausbau des gesamten Zuschauerraumes und der Hauptbühne. Die zweite sah die Ergänzung der Hauptbühne um eine Seiten- und eine Hinterbühne sowie eine umfangreiche Vergrößerung aller zum Betrieb gehörender Räume für Personal und Technik vor. Diese zweite Bauphase begann im Juni 1955. Die hydraulische Vorbühne über dem Orchestergraben wurde umgestaltet und zu beiden Seiten Pilaster errichtet, die ein neues, integriertes Scheinwerfersystem bargen. Durch die somit verbesserten Lichtverhältnisse konnte auch die Vorbühne für große Schauspielproduktionen genutzt werden. Des Weiteren installierte man einen neuen Vorhang zwischen Zuschauerraum und Vorbühne, der garantierte, dass dort während der Vorstellungspausen Umstellungen des Bühnenbildes stattfinden konnten. Parallel zum Ostertorsteinweg und östlich an das Haupthaus anschließend entstand zudem ein neuer Gebäudetrakt. Sollte dieser den ursprünglichen Plänen nach die Büros der Theaterleitung beherbergen, richtete man nach der Eröffnung unter anderem Probenräume, Magazine und Werkstätten ein. Durch diese Zentralisierung wurde das Pendeln zur Theaterruine in den Wallanlagen überflüssig, in der zuvor noch einige Probenräume aufrechterhalten worden waren.
Im Sommer 1959, vor Beginn der Spielzeit 1959/1960, begann man mit dem Abschluss der zweiten Bauphase. Der Ostflügel wurde fertiggestellt und in ihm ein 500 m² großes Kulissenmagazin, die Schlosserei, das Möbelmagazin, die technische Leitung, die Bühnenbildnerei, die Kostümabteilung, die Schneiderei, die Schumacher- und Dekorateurwerkstatt, die Tischlerei, der Malersaal und ein 50 m² großer Solo-Probenraum angesiedelt. Zudem verbesserte man die Bühnentechnik. So erhielt das Inspizientenpult eine elektro-akustische Rufanlage bis in die Garderobenräume der Künstler und neben dem Souffleurkasten baute man eine Kamera an, die den Kapellmeister filmte, sodass dieser für den Chor auf einem Bildschirm sichtbar wurde. Eine weitere Neuerung war die Vergrößerung der Hinterbühne auf 22 Meter Breite und zehn Meter Tiefe sowie die Installierung einer Ölheizung für das Haus, die in zwei Tanks je 50.000 Liter fasste. Die Baumaßnahmen waren im Sommer 1960 abgeschlossen.

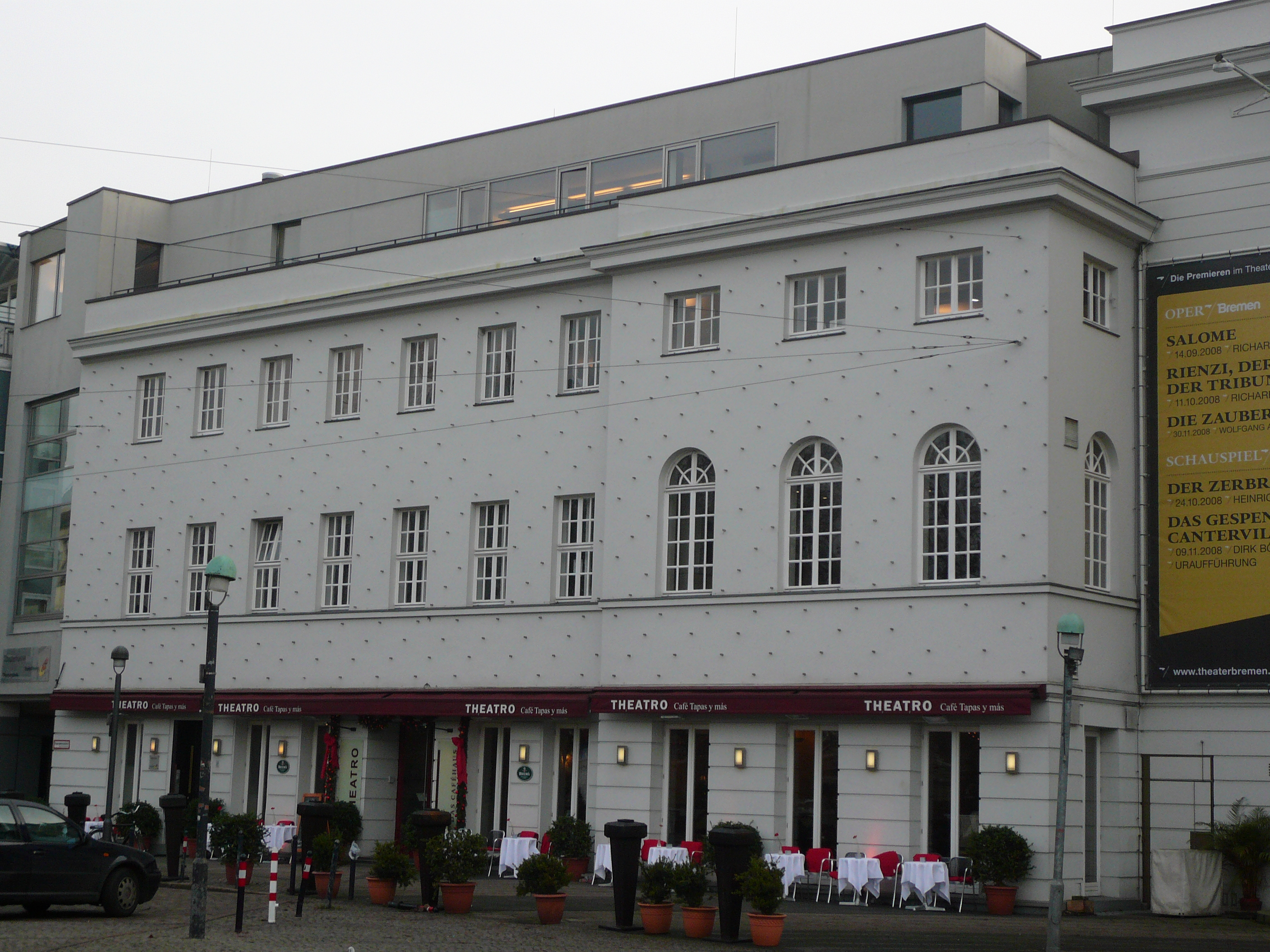
Im Erdgeschoss des östlichen Anbau war die Theaterkasse, heute ist hier eine Gastronomie

Ein erster Umbau des Theaters für rund zwei Millionen Mark erfolgte in der Spielzeit 1973/1974, der ersten unter Peter Stoltzenberg. Im Zuschauerraum wurde die alte Kuppeldecke gegen eine neue Decke mit besserer Akustik ausgetauscht und die Wände erhielten eine neue Holzvertäfelung.
In der Spielzeit 1989/1990 erfuhr die Spielstätte einen weit reichenden, 30 Mio. Mark teuren Umbau, nachdem der Generalintendant bereits konstatiert hatte, der Gebäudekomplex sei „wie ein altes Auto“, das viel Sprit und viele Reparaturen brauche. Die Bauarbeiten, während denen die Sparte Oper auf Außenspielstätten ausgelagert wurde, zogen sich über einen Zeitraum von über einem Jahr hin. Unter anderem wurde die Hauptbühne vergrößert, mit modernerer Technik ausgestattet und tiefergelegt, wodurch man dem Orchestergraben und der rechten Seitenbühne mehr Freiraum verschaffen konnte. Des Weiteren entfernte man die Drehbühne, baute eine neue Obermaschinerie mit 58 Zügen ein und errichtete östlich des Haupthauses und als Verbindung zum neuen Schauspielhaus einen neuen Gebäudetrakt für Werkstätten, der neben anderen den Malersaal, die Schlosserei und die Tischlerei beherbergt.
Zwölf Jahre später war eine erneute umfassende Sanierung des Theaters am Goetheplatz erforderlich. Die eineinhalb Jahre währenden Umbaumaßnahmen zwangen die Verantwortlichen dazu, die Sparte Musiktheater abermals auf externe Bühnen ausweichen zu lassen. So wurden mehrere Produktionen im damals erfolglosen Musical Theater Bremen aufgeführt. Die Kosten für die Bauarbeiten beliefen sich auf insgesamt 16,5 Mio. Mark, von denen die Stadt Bremen und die Stiftung „Wohnliche Stadt“ je 7,5 Mio. Mark übernahmen. Die restlichen 1,5 Mio. Mark wurden in Form von Spenden- und Sponsorengeldern beigesteuert. Wiedereröffnet wurde das Theater am Goetheplatz mit einem „Theaterzauber“, an dem alle Sparten mitwirkten.
Ab Januar 2009 wurden die Aufträge für eine Sanierung der Ober- und Untermaschinerie der Spielstätte ausgeschrieben. Die zentrale Steuerungsanlage bestand aus verschiedenen veralteten Systemen und sollte vereinheitlicht werden. Aus Gründen der Finanzierung wurden die Bauarbeiten in drei Abschnitten gestaffelt.

## Theatergalerie Bremen
Die Theatergalerie Bremen präsentierte ab der Spielzeit 2007/’08 bis zur Spielzeit 2011/’12 in den Foyerräumen des Theater am Goetheplatz zeitgenössische Kunst. Die Werke international bekannter Künstler wie Ai Weiwei,  Candida Höfer und Armin Mueller-Stahl wurden dort gezeigt. Initiiert wurde das Projekt von Hans-Joachim Frey, dem Generalintendanten des Theater Bremens und der Kunst- und Kulturwissenschaftlerin Annette Schneider. Unter dem fünfköpfigen Intendanten-Direktorium in den Spielzeiten 2010/’11 und 2011/’12 wurde das Konzept fortgeführt, während mit dem Intendantenwechsel zur Spielzeit 2012/’13 die Theatergalerie Bremen geschlossen wurde. 2008 wurde das Konzept von der Initiative Deutschland – Land der Ideen als „Ort im Land der Ideen“ ausgewählt.